# مهندسی بافت مخاط دهان
مهندسی بافت مخاط دهان؛ سلول‌ها، مواد و علم مهندسی را با یکدیگر ترکیب کرده تا ساختار سه بعدی مخاط دهان را بسازد. این بدان معنی است که ساختار واقعی آناتومیک و عملکردی مخاط دهان را شبیه‌سازی می‌کند. مخاط دهان تولید شده با روش مهندسی بافت می‌تواند استفاده‌های کلینیکی داشته باشد مانند جایگزینی نقایص بافت نرم در حفره دهان. این نقایص می‌توانند در دو دسته بزرگ تقسیم‌بندی شوند: تحلیل لثه (لثه‌های پس رفت کرده) که نقایص مربوط به دندان هستند، و نقایص غیر مرتبط به دندان. نقایص غیر مرتبط به دندان می‌توانند در نتیجه تروما، عفونت مزمن، یا نقایصی به علت برداشت تومور یا قطع عضو (در مورد سرطان دهان) ایجاد شوند. در روش‌های رایج برای جایگزین کردن مخاط دهان آسیب دیده از پیوند اوتولوگ (از خود فرد به خودش) و صفحه اپیتلیال پرورش یافته‌استفاده می‌شود.

## پیوند اوتولوگ
پیوندهای اوتولوگ به منظور جابجایی بافت از یک نقطه از بدن فرد به نقطه دیگری در همان بدن استفاده می‌شوند. استفاده از پیوند اوتولوگ از واکنش پس زدن پیوند جلوگیری می‌کند. پیوندهایی که برای بازسازی دهان استفاده می‌شوند، ترجیحاً از خود حفره دهان گرفته می‌شوند (مانند پیوندهای لثه و کام). هرچند، محدودیت‌های دسترسی آن‌ها و سایز کوچک شان باعث می‌شود که از پوست و مخاط روده نیز استفاده شود تا بتوان نقایص بزرگتری را پوشاند.
علاوه بر کوتاهی بافت، مرگ در موضع اهداء نیز یک مشکل معمول است که ممکن است وقتی از پیوند اوتولوگ استفاده می‌شود، به وقوع بپیوندد. وقتی که بافت پیوندی از جایی غیر از حفره دهان گرفته شود (مانند روده یا پوست) این خطر وجود دارد که آن بافت نتواند خصوصیات بافتی که از آن منشأ گرفته را از دست بدهد. برای مثال، هنگامی که بخواهیم نقص وسیع تری را پوشش دهیم، معمولاً از قسمت شعاعی ساعد یا قسمت جانبی فوقانی بازو پیوند پوست می‌گیریم. جنبه مثبتی که دربارهٔ پیوند پوست وجود دارد این است که بسیار در دسترس است. هرچند، پیوند پوست با مخاط دهان در پایداری، رنگ و الگوی شاخی شدن تفاوت دارد. پوست پیوند زده شده معمولاً در حفره دهان به رشد مو ادامه می‌دهد.

## مخاط طبیعی دهان

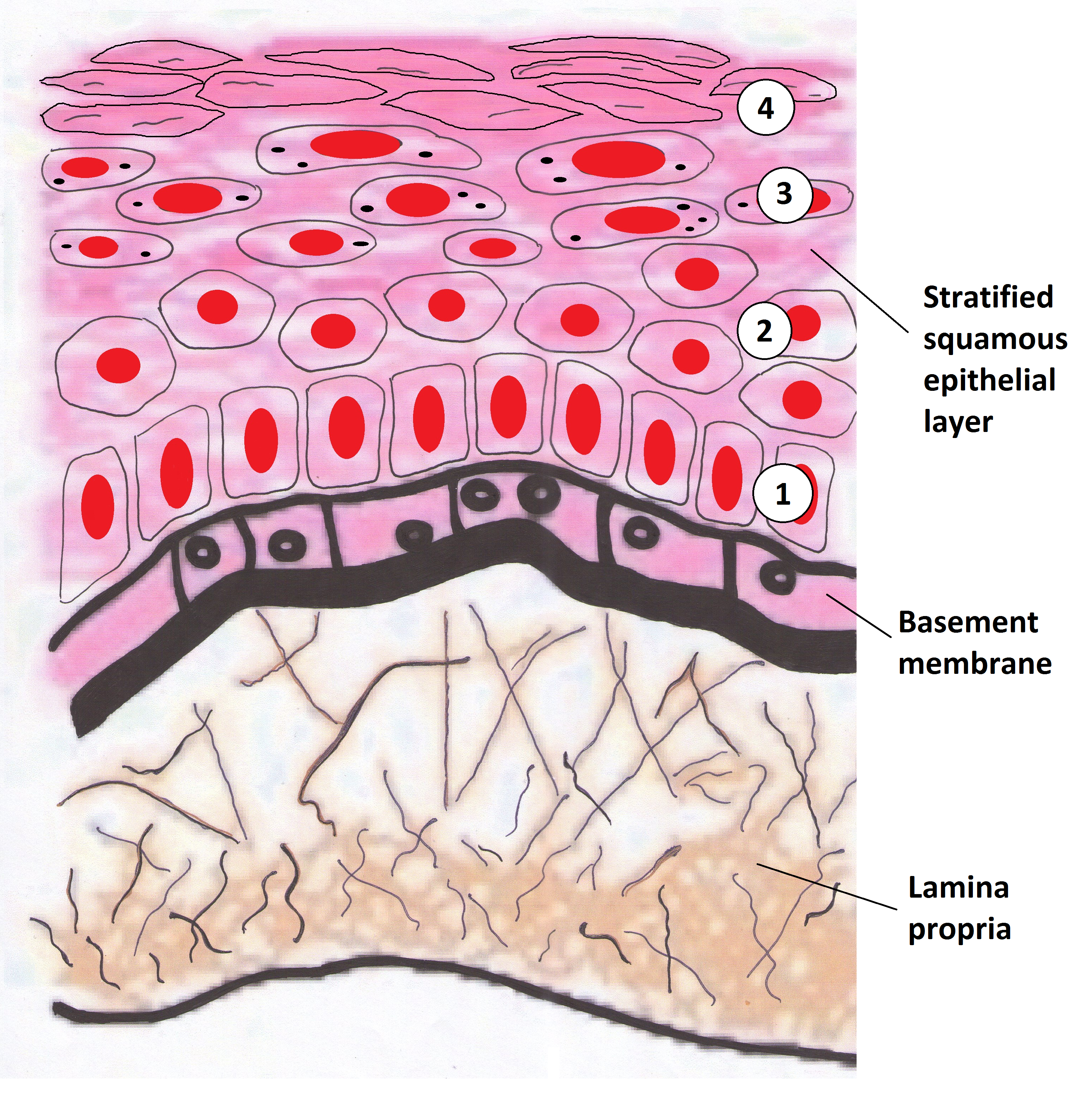
تصویر شماتیک از لایه‌های مخاط طبیعی دهان. 1: لایه قاعده ای 2: لایه خاردار 3: لایه دانه دار 4: لایه شاخی

برای درک بهتر چالش‌هایی که برای ساخت یک مخاط کاملاً ضخیم با روش مهندسی بافت وجود دارد، بسیار مهم است که ابتدا ساختار یک مخاط معمولی دهان را بدانیم. مخاط معمولی دهان از دو لایه تشکیل شده‌است. در بالا بافت پوششی سنگفرشی چندلایه و در پایین آستر مخاط (lamina propria). لایه پوششی از چهار لایه ایجاد شده‌است:
- Stratum basale (لایه بازال)
- Stratum spinosum (لایه خاردار)
- Stratum granulosum (لایه دانه دار)
- Stratum corneum (لایه شاخی/سطحی)

بر اساس منطقه دهان، بافت پوششی می‌تواند شاخی یا غیر شاخی باشد. بافت پوششی غیرشاخی سنگفرشی قسمت‌های کام نرم، لب‌ها، گونه‌ها و کف دهان را پوشش می‌دهد. بافت پوششی سنگ‌فرشی شاخی نیز در قسمت لثه و کام سخت حضور دارد. فرایند شاخی شدن حاصل تمایز سلول‌های کراتینوسایت در لایه دانه دار به سلول‌های مرده سطحی است که در نهایت، لایه Stratum corneum را تشکیل می‌دهند. سلول‌ها درنهایت درحالی که به سطح مهاجرت می‌کنند؛ تمایز پیدا می‌کنند (از لایه قاعده ای جایی که سلول‌های پیش ساز حضور دارند به سمت قسمت سطحی مرده). Lamina propria یک لایه بافت همبند لیفی است که از شبکه ای از کلاژن نوع I و نوع III و همچنین الیاف الاستین تشکیل شده‌است. سلول‌های اصلی lamina propria فیبروبلاست‌ها هستند که مسئول تولید ماتریکس خارج سلولی هستند. غشای پایه (basement membrane) مرز بین lamina propria و لایه پوششی را ایجاد می‌کند.

## مخاط دهان تولید شده به وسیله مهندسی بافت

### مخاط دهان مهندسی شده نیمه ضخیم
تکنیک‌های کشت سلول، تولید صفحه اپیتلیال (بافت پوششی) را برای جایگزین کردن مخاط دهان آسیب دیده؛ ممکن می‌سازد. مهندسی بافت نیمه ضخیم از یک لایه سلول استفاده می‌کند که می‌تواند تک لایه یا چند لایه باشد. صفحه اپیتلیال تک لایه برای مطالعه مقدمات بیولوژی مخاط دهان کافی است. برای مثال پاسخ‌های آن به محرک‌هایی چون استرس مکانیکی، فاکتور رشد و آسیب تابشی. مخاط دهان، هرچند، یک ساختار پیچیده چند لایه با سلول‌هایی است که تمایز می‌یابند و تکثیر می‌شوند و همچنین نشان داده شده‌است که صفحه اپی تلیال تک لایه شکننده است، کار با آن سخت است و همچنین محتمل است که بدون پشتیبانی ماتریکس خارج سلولی منقبض شود. صفحات اپی تلیالی تک لایه می‌توانند برای ساخت کالچرهای چندلایه استفاده شوند. این صفحات اپی تلیالی چند لایه نشانه‌هایی از تمایز را نشان می‌دهند مانند شکل‌گیری غشای پایه و شاخی شدن. فیبروبلاست‌ها معمول‌ترین سلول‌های ماتریکس خارج سلولی هستند و برای مورفوژنز (شکل‌گیری و تمایز یک بافت یا اندام) بافت پوششی مهم هستند. اگر فیبروبلاست‌ها در ماتریکس حضور نداشته باشند، اپی تلیوم دیگر رشد نمی‌کند اما تمایز را ادامه می‌دهد. ساختارهای بدست آمده با مهندسی مخاط دهانِ نیمه ضخیم پایه‌های مهندسی مخاط دهان ضخیم را تشکیل می‌دهند.

### مخاط دهان مهندسی شده کاملاً ضخیم
با پیشرفت علم مهندسی بافت دست‌آورد دیگری نیز ترقی کرد: مخاط دهان مهندسی شده ضخیم. مخاط دهان مهندسی شده ضخیم شبیه‌سازی بهتری در شرایط آزمایشگاه است زیرا ساختار آناتومیکی مخاط بومی دهان را شبیه‌سازی می‌کند. مشکلاتی از قبیل کوتاهی بافت و مرگ در موضع اهدا هنگامی که از مخاط دهان مهندسی شده ضخیم استفاده شود اتفاق نمی‌افتند.
هدف اصلی از تولید مخاط دهان مهندسی شده ضخیم این است که آن را تا حد ممکن به مخاط دهان نورمال شبیه کنیم. این هدف با استفاده از مخلوط انواع سلول‌ها و داربست‌ها به دست آمد.
- Lamina propria: با کاشتن سلول‌های فیبروبلاست دهانی، تولید ماتریکس خارج سلولی در داخل یک داربستِ biocompatible (سازگار با محیط زنده) (متخلخل) و کاشت آن‌ها در یک medium (محیط مغذی سلول) تمایز دهنده فیبروبلاست شبیه‌سازی می‌شود.
- Basement membrane: شامل کلاژن نوع IV، لامینین، فیبرونکتین و اینتگرین. در حالت مطلوب غشای پایه باید لامینا لوسیدا و لامینا دنسا نیز داشته باشد.
- Stratified squamous epithelium: با کاشت کراتینوسایت‌های دهانی در یک مدیوم که شامل فاکتورهای رشد کراتینوسایت مانند (epidermal growth factor (EGF (فاکتور رشد اپی درم) است؛ شبیه‌سازی می‌شود.[۱]

برای بدست آوردن بهترین نتایج، نوع و منشأ فیبروبلاست‌ها و کراتینوسایت‌های استفاده شده در مهندسی بافت مخاط؛ فاکتورهای مهمی هستند که باید در نظر گرفته شوند. فیبروبلاست‌ها معمولاً از درمیس پوست یا مخاط دهان گرفته می‌شوند. کراتینوسایت‌ها را می‌توان از مناطق مختلف حفره دهان جدا کرد (مانند کام یا لثه). از آنجایی که عملکرد سلول‌های کراتینوسایت و فیبروبلاست در طول زمان کاهش می‌یابد، مهم است که از آن‌ها در اولین مراحل ممکن استفاده شود. کراتینوسایت‌ها و فیبروبلاست‌های پیوند خورده باید با محیط جدیدشان و عملکردشان سازگار شوند. اگر سلول‌ها به درستی سازگار نشوند خطر از دست دادن بافت پیوند خورده وجود دارد. این فرایند سازگاری هنگامی آهسته‌تر می‌شود که سلول‌های بافت اهدا شده به سلول‌های بافت اولیه شباهت داشته باشند.

## داربست‌ها
یک داربست (scaffold) یا ماتریکس به عنوان یک ساختار حمایتی موقت عمل می‌کند (ماتریکس خارج سلولی)، ساختار ابتدایی، که در آن سلول‌ها می‌توانند به صورت سه بعدی رشد یابند تا به بافت مطلوب تبدیل شوند. یک داربست حتماً باید محیط لازم برای رشد و تمایز سلول‌ها را تأمین کند؛ بایستی قدرت استقامت در برابر استرس‌های مکانیکی را به آن بدهد و همچنین رشد آن را هدایت کند. علاوه براین، داربست‌ها باید biodegradable (زیست تجزیه پذیر) باشند و با همان سرعتی که بافت ترمیم می‌شود، تجزیه شود تا به بهترین نحو جایگزین بافت میزبان شود. هم‌اکنون تعداد بی شماری داربست برای انتخاب کردن وجود دارد و برای انتخاب یک داربست مناسب باید زیست تجزیه پذیری، تخلخل و پایداری آن را در نظر گرفت. داربست‌های در دسترس برای مهندسی بافت مخاط دهان عبارتند از:

### داربست‌های طبیعی
- Acellular Dermis. آسلولار (بدون سلول) درمیس (لایه و رگ دار پوست) از طریق بیرون آوردن سلول‌ها (اپی درمیس و فیبروبلاست‌های پوستی) از پوستی که ضخامتش شکافته شده. این داربست دو سمت دارد: یک سمت basal lamina است که برای سلول‌های اپی تلیالی مناسب است، و سمت دیگر که برای نفوذ فیبروبلاست مناسب است زیرا کانال‌های رگی سالمی دارد. این مورد با دوام است، می‌تواند ساختارش را حفظ کند و واکنش‌های ایمنی را برنمی‌انگیزد (ایمونوژنیک نیست).
- Amniotic Membrane. غشای آمنیوتیک، قسمت درونی جفت (placenta)، یک غشای پایه ضخیم از جنس کلاژن نوع IV، لامینین و بافت همبندِ بدون رگ دارد.

### ذخایر پوستی فیبروبلاست دار
ذخایر پوستی فیبروبلاست دار، داربست‌هایی هستند که شامل فیبروبلاست‌هایی اند که می‌توانند در طی ۲ تا ۳ هفته تکثیر یابند و ماتریکس خاج سلولی و فاکتور رشد ایجاد کنند. این باعث ایجاد ماتریکسی شبیه به ماتریکس درمیس می‌شود. نمونه‌های تجاری در دسترس آن عبارتند از:
- Dermagraft™
- Apligraf™
- Orcel™
- Polyactive™
- [۱] Hyalograf 3D™

### داربست‌ها با اساس ژلاتینی
ژلاتین، شکل تغییر کرده (دناچوره شده) کلاژن است. ژلاتین دارای چندین مزیت برای استفاده در مهندسی بافت است: فیبروبلاست‌ها را جذب می‌کنند، ایمونوژنیک نیستند، دست ورزی آن‌ها آسان است و شکل‌گیری اپی تلیوم را تسریع می‌کنند. ۳ نوع داربست با اساس ژلاتینی وجود دارد:
- [۶] Gelatin-oxidized dextran matrix
- [۶] Gelatin-chitosan-oxidized dextran matrix
- Gelatin-glucan matrix
- Gelatin-hyaluronate matrix
- Gelatin-chitosan hyaluronic acid matrix.

گلوکان یک پلی ساکارید با خاصیت ضد باکتریایی، ضد ویروسی و ضد انعقادی است. هیالورونیک اسید برای ارتقای ویژگی‌های بیولوژیکی و مکانیکی ماتریکس اضافه می‌شود.

### داربست‌ها با اساس کلاژنی

#### داربست‌های کلاژنی خالص
کلاژن جزء سازنده اولیه ماتریکس خارج سلولی است. داربست‌های کلاژنی به‌طور مؤثری رشد فیبروبلاست‌ها را حمایت می‌کنند، که در نتیجه به کراتینوسیت‌ها اجازه می‌دهند که به خوبی داخل چندلایه‌ها (multilayers) رشد کنند. کلاژن (بیشتر کلاژن نوع I) معمولاً به عنوان داربست استفاده می‌شود زیرا بایوکامپَتِبِل (سازگاری با بافت زنده) است، ایمونوژنیک نیست و در دسترس است. هرچند، کلاژن در طول زمان با سرعت نسبتاً زیادی biodegrade می‌شود (توسط عوامل زنده به محصولات بی خطر تبدیل می‌شود) و همچنین در برابر نیروهای مکانیکی به خوبی مقاومت نمی‌کند. خصوصیات اصلاح شده را می‌توان با ایجاد اتصالات عرضی در matrices با اساس کلاژنی ایجاد کرد: این یک روش مؤثر برای اصلاح کردن ناپایداری و ویژگی‌های مکانیکی است.

#### داربست‌های کلاژنی مرکب
داربست‌های مرکب با اساس کلاژنی در تلاشی برای بهتر کردن عملکرد این داربست‌ها برای مهندسی بافت ایجاد شدند. ماتریکس کلاژن-کیتوسان مثالی از داربست کلاژنی مرکب است. کیتوسان پلی ساکاریدی است که از لحاض شیمیایی به سلولز شباهت دارد. برخلاف کلاژن، کیتوسان نسبتاً به کندی بایودیگرید (biodegrade) می‌شود. هرچند، کیتوسان زیاد با فیبروبلاست‌ها بایوکامپتبل (سازگاری با بافت زنده) نیست. برای بهتر کردن پایداری داربست‌هایی که ژلاتین یا کلاژن دارند و همچنین بایوکامپَتِبیلیتی کیتوسان؛ این دو را با یکدیگر اتصال عرضی می‌دهند: آن‌ها کمبودهای یکدیگر را جبران می‌کنند.
Collagen-elastine membrane, collagen-glycosaminoglycane (C-GAG) matrix, cross-linked collagen matrix integraTM و Terudermis مثال‌هایی دیگر از داربست‌های کلاژنی مرکب هستند.

### داربست‌ها با اساس فیبرینی
داربست‌ها با اساس فیبرینی، فیبرین دارند که به کراتینوسایت‌ها پایداری می‌دهد. علاوه بر این، به راحتی بازتولید و دستکاری می‌شوند.

### داربست‌های هیبریدی
یک داربست هیبرید، پوستی است که بر اساس مخلوطی از مواد طبیعی و سنتز شده جایگزین شده‌است. HYAFF® و Laserskin® مثال‌هایی از دابست‌های هیبرید هستند. این داربست‌های هیبریدی نشان داده‌اند که biocompatibility خوبی در محیط آزمایشگاه و همچنین در محیط زنده دارند و biodegradability آن‌ها نیز قابل کنترل است.

### داربست‌های سنتتیک
استفاده از مواد طبیعی در داربست‌ها مزایای خود را دارد. معمولاً، پرهزینه هستند، در مقادیر بزرگ مقدور نیست و همچنین خطر انتقال بیماری در آن‌ها وجود دارد. این موارد باعث گسترش دابست‌های سنتتیک شده‌است. هنگام تولید دابست‌های سنتتیک کنترل کاملی بر ویژگی‌های آن‌ها وجود دارد. برای مثال می‌توان آن‌ها را طوری ساخت تا ویژگی‌های مکانیکی خوب و زیست تخریب پذیری درستی نیز داشته باشند. وقتی که نوبت به ضخامت داربست‌های سنتتیک می‌رسد، تخلخل و اندازه منافذ فاکتورهای مهمی برای کنترل شکل‌گیری بافت همبند، هستند. مثال‌های داربست‌های سنتتیک عبارتند از:
- (Polyethylene terephthalate membranes (PET membranes
- (Polycarbonate-permeable membranes (PC membrane
- [۴](Porous polylactic glycolic acid (PLGA

تاریخچه استفاده از الکتروسپین برای تولید داربست‌های سنتتیک، دست کم به اواخر دهه ۱۹۸۰ بر می‌گردد. وقتی که Simon نشان داد که می‌توان از تکنولوژی برای تولید داربست‌های سنتتیک در مقیاس‌های نانو و کمتر از میکرون از طریق محلول‌های پلیمر استفاده کرد. مخصوصاً برای استفاده در محیط آزمایشگاه به عنوان ساب استریت (سطحی که ارگانیسم روی آن رشد می‌کند) سلول و بافت. این استفاده اولیه از شبکه الکتروسپان برای کشت سلول و مهندسی بافت نشان داد که انواع گوناگونی از سلول‌ها بر روی فیبرهای پلی کربنات اتصال یافته و تکثیر پیدا می‌کنند. همچنین بیان شد که برخلاف مورفولوژی (شکل‌شناسی) مسطح که معمولاً در کشت دو بعدی دیده می‌شود، سلول‌های رشد کرده بر روی فیبرهای الکتروسپان، بیشتر مورفولوژی سه بعدی گردی را از خود نشان می‌دهند که معمولاً در محیط زنده داخل بدن دیده می‌شود.

## کاربردهای بالینی: مخاط دهان مهندسی شده با ضخامت کامل
اگرچه هنوز برای استفاده بالینی به صورت تجاری در نیامده است اما مطالعات بالینی بر روی درمان‌های داخل و بیرون دهان با مخاط دهان مهندسی شده با ضخامت کامل انجام شده‌است. مخاط دهان مهندسی شده با ضخامت کامل عموماً در جراحی بازساختی قسمت maxillofacial و همچنین بازساخت ضریع دندان و پری ایمپلنت استفاده می‌شود. نتایج بالینی و بافت‌شناسی خوبی بدست آمده‌است. برای مثال، رشد کردن رگ به درون بافت و اینکه کراتینوسیت‌های پیوند زده شده به خوبی داخل اپی تلیوم اصلی پذیرفته می‌شوند. مخاط دهان مهندسی شده با ضخامت کامل همچنین برای استفاده‌های خارج دهانی هم نتایج خوبی نشان داده‌است از جمله بازساخت مجرای میزنای، بازساخت سطح چشم و بازساخت پلک چشم.